# 大湖郡
大湖郡（たいこぐん）は、日本統治時代の台湾に存在した行政区画の一つであり、新竹州に属した。

## 概要
大湖庄、獅潭庄、卓蘭庄、蕃地を管轄し、郡役所は大湖庄に置かれた。郡域は現在の苗栗県卓蘭鎮、大湖郷、獅潭郷、泰安郷に当たる。

## 歴代首長

### 郡守
- 松本盛益[1]
- 垣田林左衛門[2]
- 毛利誠意[3]
- 中島彦四郎[4]
- 熊井才吉[5]：1928年9月[6] -
- 山下末之武[7]
- 吉岡英吉[8]
- 山本一郎[9]
- 山田竹三郎[10]
- 真藤雅省[11]
- 星為太郎[12]：1940年6月[13] -
- 瀧口英曉[14]
- 園田三郎[15]